# Tolyposporella
Tolyposporella är ett släkte av svampar. Tolyposporella ingår i familjen Tilletiariaceae, ordningen Georgefischeriales, klassen Exobasidiomycetes, divisionen basidiesvampar och riket svampar.
|                | Phragmotaenium                                 |
|                |                                                |
|                | Tilletiaria                                    |
|                |                                                |
| Tolyposporella | \| \| Tolyposporella chrysopogonis \| \| \| \| |
|                | \| \| Tolyposporella chrysopogonis \| \| \| \| |
|                | Tolyposporella chrysopogonis                   |
|                |                                                |

|  | Tolyposporella chrysopogonis |
|  |                              |